# Ga Yên Nghĩa
Ga Yên Nghĩa là một trong những nhà ga tàu điện của Tuyến số 2A: Cát Linh - Hà Đông, nằm trên đường Quang Trung, phường Yên Nghĩa, quận Hà Đông, Hà Nội.

## Lịch sử
- 6 tháng 11 năm 2021: Đi vào hoạt động với việc khánh thành Tuyến số 2A: Cát Linh – Hà Đông [2][3]

## Hình ảnh

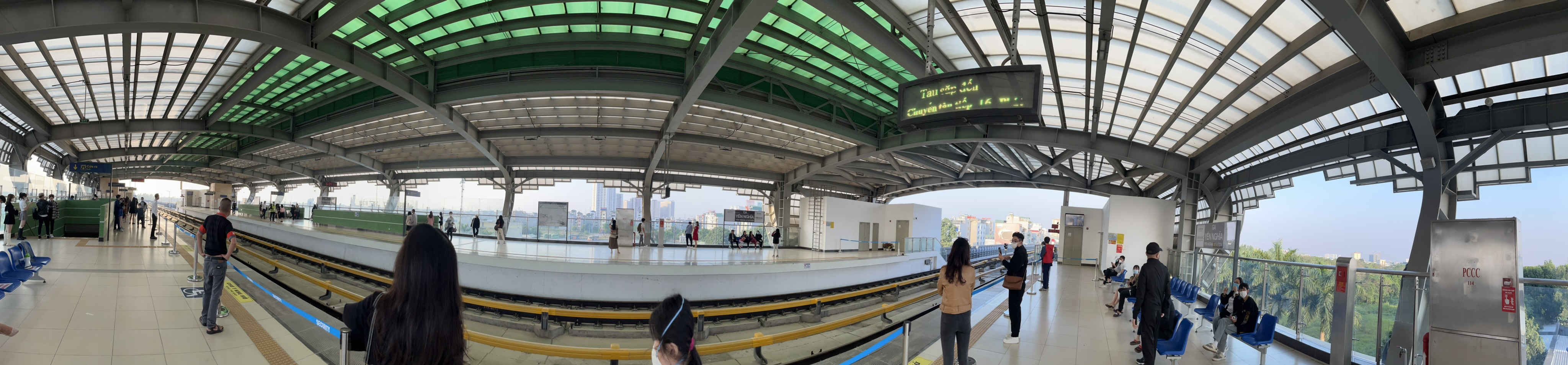
Một góc ảnh rộng trên sân ga Yên Nghĩa

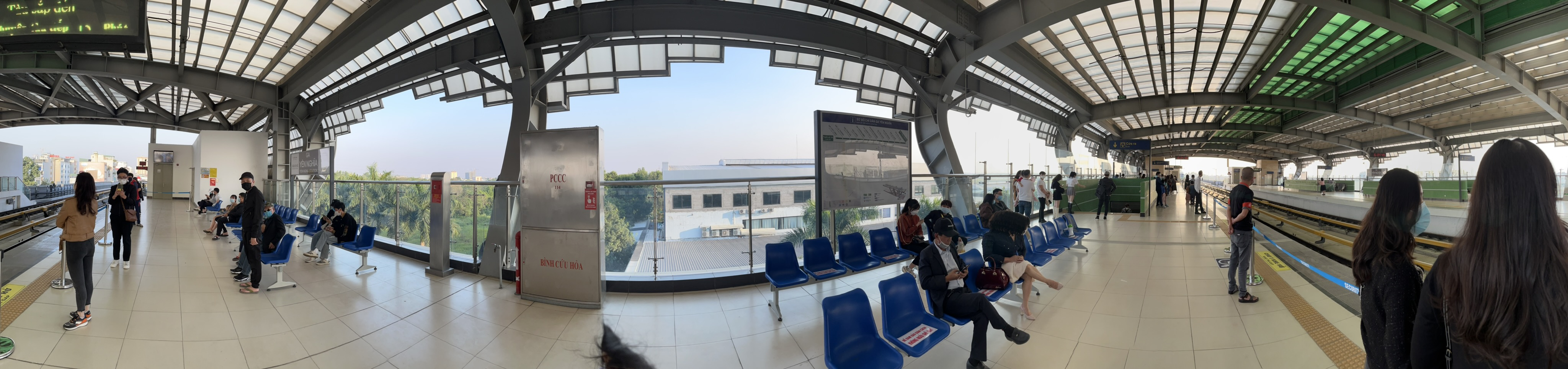
Một góc ảnh rộng khác trên sân ga Yên Nghĩa

## Bố trí ga

### Tuyến 2A
| 2F Tầng ke ga                   | Ke ga bên, cửa sẽ mở ở bên phải               | Ke ga bên, cửa sẽ mở ở bên phải                                         |
| Ke ga 1                         | ← T2A Tuyến 2A đi Văn Khê (Hướng đi Cát Linh) |                                                                         |
| Ke ga 2                         | ← T2A Tuyến 2A đi Văn Khê (Hướng đi Cát Linh) |                                                                         |
| Ke ga bên, cửa sẽ mở ở bên trái |                                               |                                                                         |
| 1F Tầng trung chuyển            | Tầng 1                                        | Khu bán vé, khu thương mại, khu kỹ thuật, lối lên xuống và cổng soát vé |
| G                               | Mặt đất                                       | Lối lên xuống                                                           |

## Xung quanh nhà ga
- Bến xe Yên Nghĩa
- Toyota Hà Đông
- Hyundai Ha Dong